# 6695 Barrettduff
Barrettduff (asteróide 6695) é um asteróide da cintura principal, a 2,075178 UA. Possui uma excentricidade de 0,2043653 e um período orbital de 1 538,54 dias (4,21 anos).
Barrettduff tem uma velocidade orbital média de 18,44258995 km/s e uma inclinação de 15,72266º.
Este asteróide foi descoberto em 1 de Agosto de 1986 por Eleanor Helin.